# Serpeling
De serpeling, ook wel gruis of hesseling genoemd, (Leuciscus leuciscus) is een licht geelgrijs tot groengrijs gekleurde voorn, met een maximale grootte van 30 cm.

## Kenmerken
Kenmerkend zijn het neusje en de bijna kleurloze lichte geelgrijze vinnen. De lichaamsvorm is slanker dan van de overige voorns, maar niet sterk zijdelings samengedrukt. Het aantal schubben langs de zijstreep is 47-54. De ogen bevatten nooit rood en de iris is geelachtig met kleine donkere stippen. De aarsvin is concaaf (hol). Na drie jaar 15 tot 20 cm lang, maximaal 30 cm.
Tijdens de voortplantingstijd zijn de mannetjes te onderscheiden aan de paaiuitslag bestaande uit kleine knobbeltjes over het gehele lichaam.

## Verspreiding
De serpeling komt voor in vrijwel het gehele Noorden van Europa en Azië. In landen ten zuiden van de Pyreneeën en de Alpen komt hij niet voor. Hij ontbreekt ook op de Balkan en het Noorden en Westen van Scandinavië. De zuidelijke serpelingen in de Rhône, de Garonne en de Adour worden ook wel als een zelfstandige soort gezien (L. burdigalensis). In de Don en Dnjepr komt de Danilewski serpeling voor (L. danilewskii), in Dalmatië en Albanië de Adriatische serpeling (L. svallize). De laatste soort heeft meer stralen in rugvin (12-14) en buikvin (12-13) en een minder holle aarsvin.

## Ecologie
De maximale leeftijd is dertig jaar en de vis is geslachtsrijp na drie tot vier jaar, maar in sommige gevallen al na twee jaar.

### Leefgebied
De serpeling komt in laaglandbeken en rivieren met behoorlijke stroomsnelheid. In Scandinavië komt de vis ook in stilstaande meren voor met een bodem van grof zand of grind. De serpeling verblijft 's winters in diepere gedeeltes van de beek.
De serpeling is relatief ongevoelig voor vervuiling, maar komt al snel in de problemen bij lage zuurstofgehaltes (minder dan 7 mg/l) in alle stadia.

### Voortplanting
Serpelingen paaien vanaf half maart tot begin april bij een watertemperatuur van 7 tot 10 °C. Ze leggen 3000 tot 25.000 eieren van 2,5 mm doorsnede, wat erg groot is voor een karperachtige. De eieren komen na 4 weken uit.

### Voedsel
Serpelingen eten veel insecten van het wateroppervlak en ook insectenlarven en algen worden veel gegeten. 's Winters eten serpelingen ook slakjes en erwtenmossels. De jongste dieren eten rotiferen en diatomeeën.

## Voorkomen in Nederland
In Nederland is de serpeling gebonden aan stromende wateren. Hij komt voor in de grote rivieren, kleinere rivieren en enkele beken. Populaties komen voor in de Grensmaas, de Linge, de Geul, de Overijsselse Vecht, de Oude IJssel, de Berkel, de Regge, de Swalm en de Drentsche Aa.
De serpeling kwam gedurende de referentieperiode (1940-1950) voor in de grote rivieren en de uitmondingen daarvan. Op grond van de vergelijking met vangsten uit de referentieperiode en vangsten uit de jaren zeventig en tachtig van de vorige eeuw, kan worden geconcludeerd dat de achteruitgang in aantallen ligt tussen de 90 en 99% (factor tien tot honderd). Sinds 1980 is de vis waargenomen in 101 uurhokken.
Uit monitoringsonderzoek van het toenmalige Rijksinstituut voor Visserijonderzoek blijkt geen toename van de vangsten in de periode 1985-1995, eerder het tegendeel.

## Knelpunten
Zand- en grindbanken zijn verdwenen, de afwisseling in bodemdieptes wordt kleiner in gekanaliseerde rivieren en beken. Door vermesting van het water raken grindbodems begroeid en/of vervuild. Daardoor verdwijnen de paaiplaatsen van de serpeling. Voor de opgroei van jonge serpelings ontbreekt vaak beschutting in de vorm van onderwaterplanten en oevervegetatie langs stromende wateren. Verstuwing is ook nadelig omdat de paaitrek, hoger stroomopwaarts wordt belemmerd. Het zuurstofgehalte van het water mag niet te veel dalen en de watertemperatuur moet onder de 25 °C blijven.

## Maatregelen en wettelijke status
Om deze knelpunten op te heffen moet afvalwater worden gezuiverd en diffuse lozingen stopgezet. Verder moeten bodems in beken en rivieren worden schoongemaakt. Kleine rivieren moeten in elk geval in de paaitijd (vroege voorjaar) voor deze vissen optrekbaar zijn.
 De vis heeft veel baat bij het weer in (semi) natuurlijke staat brengen van beeklopen (Natuurontwikkeling). De meanders zorgen voor diepe plekken die in de winter benut worden, de paaiplaatsen worden bereikbaar door het overbodig worden van stuwen en door de natuurlijke vegetatie rond de beek neemt de hoeveelheid waterinsecten en ingewaaide insecten toe.
De serpeling is een soort die wordt genoemd in de Visserijwet, er geldt een minimummaat van 15 cm en een gesloten tijd van 1 april tot 31 mei. Verder staat de vissoort als 'kwetsbaar' op de rode lijst.